# Grand Prix na Żużlu 2007

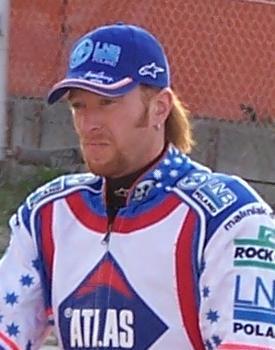
Jason Crump – Obrońca tytułu mistrzowskiego

Grand Prix IMŚ na sport żużlowy 2007 (SGP) – trzynasty sezon rozstrzygania tytułu najlepszego żużlowca na świecie w formule Grand Prix. W sezonie 2007 15 żużlowców zmagało się o tytuł podczas 11 rund.

## Zasady
Od sezonu 2005 w cyklu Grand Prix startuje 15 stałych uczestników. Stawkę uzupełnia jeden z tzw. dziką kartą (najczęściej zawodnik z kraju organizatora) oraz dwóch tzw. „rezerwy toru”.
Szesnastu zawodników startuje według tradycyjnej dwudziestobiegówki. Jeżeli zawodnik zrezygnuje ze startu, nie zmieści się w limicie dwóch minut lub zrobi tzw. taśmę (tzn. falstart) w biegu zastępuje go zawodnik rezerwy toru (zawodnicy numer 17 i 18 startują na zmianę).
Po dwudziestu biegach tworzona jest klasyfikacja, biorąc pod uwagę liczbę zdobytych dotychczas punktów. Gdyby kilku zawodników miało tyle samo punktów, wyżej sklasyfikowany jest też żużlowiec, który ma więcej trójek (za zwycięstwo w biegu), dwójek (za drugie miejsce), jedynek (za trzecie) i zer (za ukończenie biegu); stąd zero za ukończenie biegu „stoi” wyżej od nieukończenia biegu (wykluczenie, taśma, upadek lub defekt). Gdyby i to nie rozstrzygnęło, bierze się pod uwagę który z zawodników był lepszy w bezpośredniej rywalizacji (w przypadku większej liczby zawodników tworzy się małą tabelę, w której uwzględnia się liczbę zwycięstw nad bezpośrednimi rywalami). Ostatecznym rozstrzygnięciem (którym w dwuletniej historii zasad nie musiały zostać użyte) będzie numer stały (z plastronu): wyższej sklasyfikowanym będzie zawodnik z niższym numerem startowym.
Po tak sporządzonej tabeli do półfinałów awansuje czołowa ósemka (z praktyki wynika, że do awansu potrzeba 9 punktów, choć i z 6 punktami zawodnicy czasem otrzymywali awans – patrz GP Włoch '05). W pierwszym półfinale (bieg 21.) startują zawodnicy, którzy po części zasadniczej zajęli pierwsze, czwarte, szóste i siódme miejsce. W drugim półfinale (bieg 22.) zawodnicy z drugiego, trzeciego, piątego i ósmego miejsca. W Dużym Finale (Big Final) startują zawodnicy, który w półfinałach zajęli dwa pierwsze miejsca. Zwycięzca biegu 23. zostaje zwycięzcą rundy.

### Punkty GP
Klasyfikacja generalna Grand Prix tworzona jest na podstawie zdobytych punktów Grand Prix. Od 2007 obowiązuje zmodyfikowana zasada przyznawania punktów GP. Dotychczas (od 2005) zawodnicy z czołowej czwórki otrzymywali określoną liczbę punktów (przypisaną do zajętego miejsca), a zawodnicy z miejsc 5-18 tyle punktów, ile wywalczyli w rundzie zasadniczej (w pierwszych dwudziestu biegach).
Od tego sezonu obowiązują nowe zasady: zawodnicy otrzymują tyle punktów GP, ile wywalczyli we wszystkich swoich startach w danej rundzie (uwzględnia się punkty zdobyte w półfinale i finale), przy czym należy pamiętać, że punkty zdobyte w Dużym Finale liczą się podwójnie (6 za zwycięstwo, 4 za drugie miejsce i 2 za trzecie; 0 za ostatnie). Ma to wpłynąć na wzrost atrakcyjności każdego biegu, a w szczególności półfinałów (gdzie także zawodnik jadący na drugiej pozycji będzie miał ambicje, aby wyprzedzić prowadzącego, a zawodnik z czwartej pozycji będzie chciał zdobyć punkt wyprzedzając trzeciego – dotychczas nie miało to znaczenia, bowiem liczyło się tylko, by być pierwszym lub drugim, co dawało awans).
Przeciwnicy tego systemu podają przykład, w którym zawodnik wygrywający rundę nie zdobędzie największej liczby punktów. Na przykład zwycięzca może otrzymać 14 punktów (6 w rundzie zasadniczej + 2 w półfinale + 6 w Dużym Finale), a zawodnik z drugiego miejsca – 22 punkty (15 w rundzie zasadniczej + 3 w półfinale + 4 w Dużym Finale).

### Nagrody pieniężne
1. 11.000 $ (USD)
2. 8.200 $
3. 6.900 $
4. 6.000 $
5. 5.250 $
6. 5.100 $
7. 4.650 $
8. 4.500 $
9. 3.850 $
10. 3.700 $
11. 3.650 $
12. 3.600 $
13. 3.550 $
14. 3.500 $
15. 3.450 $
16. 3.400 $
17. 2.100 $
18. 2.100 $

Razem 84.500 $
Polski Związek Motorowy wypłaci dodatkowo nagrodę Polakom, którzy w końcowej klasyfikacji zajmą miejsca na podium:
1. 35.000 zł.
2. 30.000 zł.
3. 25.000 zł.

## Miasta
Miasta Grand Prix 2007:
W sezonie 2007 żużlowcy zawitali po raz pierwszy do aż 11 miast Europy:
- Bydgoszcz
- Cardiff
- Dyneburg
- Eskilstuna
- Gelsenkirchen
- Kopenhaga
- Krško
- Lonigo
- Målilla
- Praga
- Wrocław

## Zawodnicy
Zawodnicy z numerami 1-15 w sezonie 2007 wystartowali we wszystkich turniejach (ośmiu z Grand Prix 2006, trzech z eliminacji do GP 2007 oraz czterech nominowanych przez Komisję Grand Prix; ang. SGP Commission). Dodatkowo na każdą rundę Komisja Grand Prix przyznaje dziką kartę oraz dwóch zawodników zapasowych (rezerwy toru). Zawodnicy z czołowych miejsc z eliminacji do GP 2007 (nie premiowanych awansem) zostali przez Komisję Grand Prix wpisani na listę kwalifikowanej rezerwy (zawodnicy kwalifikowanej rezerwy), który w wyniku np. kontuzji zastępowali stałego uczestnika cyklu w danej rundzie.
- Zakwalifikowani zawodnicy:

Czołowa ósemka z Grand Prix 2006:
1.  Jason Crump
2.  Greg Hancock
3.  Nicki Pedersen
4.  Andreas Jonsson
5.  Leigh Adams
7.  Matej Žagar
8.  Tomasz Gollob
9.  Jarosław Hampel
Czołowa trójka z eliminacji do Grand Prix:
13.  Wiesław Jaguś
14.  Rune Holta
6.  Hans Andersen
- Nominowani zawodnicy:

10.  Antonio Lindbäck
11.  Scott Nicholls
12.  Bjarne Pedersen
15.  Chris Harris
- Zawodnicy z dziką kartą (nr 16.) oraz Zawodnicy rezerwy toru (nr 17 i 18):

16. dzika karta
17. rezerwa toru
18. rezerwa toru
- Zawodnicy kwalifikowanej rezerwy (z eliminacji do Grand Prix 2007):

19.  Peter Karlsson
20.  Kai Laukkanen
21.  Charlie Gjedde
22.  Piotr Protasiewicz
23.  Ryan Sullivan
24.  Matej Ferjan

## Terminarz i wyniki
Terminarz ogłoszono podczas 123 kongresu FIM.
Sezon 2007 ma składać się z 11 rund, które odbyć się mają w 9 krajach (po dwie rundy w Szwecji i Polsce).
| Lp. | Data            | Grand Prix        | Stadion              | Miasto        | Zwycięzca       |        |
| --- | --------------- | ----------------- | -------------------- | ------------- | --------------- | ------ |
| 1   | 28 kwietnia     | Włoch             | Motoclub Lonigo      | Lonigo        | Nicki Pedersen  | Wyniki |
| 2   | 12 maja         | Europy            | Stadion Olimpijski   | Wrocław       | Nicki Pedersen  | Wyniki |
| 3   | 26 maja         | Szwecji           | Smedstadion          | Eskilstuna    | Leigh Adams     | Wyniki |
| 4   | 9 czerwca       | Danii             | Parken               | Kopenhaga     | Andreas Jonsson | Wyniki |
| 5   | 30 czerwca      | Wielkiej Brytanii | Millennium Stadium   | Cardiff       | Chris Harris    | Wyniki |
| 6   | 28 lipca        | Czech             | Stadion Markéta      | Praga         | Nicki Pedersen  | Wyniki |
| 7   | 11 sierpnia     | Skandynawii       | G&B Stadium          | Målilla       | Leigh Adams     | Wyniki |
| 8   | 25 sierpnia     | Łotwy             | Spidveja Centrs      | Dyneburg      | Leigh Adams     | Wyniki |
| 9   | 8 września      | Polski            | Stadion Polonii      | Bydgoszcz     | Tomasz Gollob   | Wyniki |
| 10  | 22 września     | Słowenii          | Stadion Matije Gubca | Krško         | Nicki Pedersen  | Wyniki |
| 11  | 13 października | Niemiec           | Veltins-Arena        | Gelsenkirchen | Andreas Jonsson | Wyniki |

## Klasyfikacja końcowa
| Lp. | Zawodnik                  | Suma | Włochy | Unia Europejska | Szwecja | Dania | Wielka Brytania | Czechy | Skandynawia | Łotwa | Polska | Słowenia | Niemcy |
| 1   | (3) Nicki Pedersen        | 196  | 24     | 23              | 11      | 16    | 12              | 24     | 16          | 19    | 19     | 23       | 9      |
| 2   | (5) Leigh Adams           | 153  | 12     | 10              | 21      | 18    | 14              | 8      | 19          | 22    | 9      | 9        | 11     |
| 3   | (1) Jason Crump           | 124  | 12     | 13              | 4       | 9     | 15              | 11     | 15          | 10    | 7      | 13       | 15     |
| 4   | (8) Tomasz Gollob         | 108  | 10     | 3               | 9       | 11    | 3               | 1      | 19          | 14    | 21     | 10       | 7      |
| 5   | (6) Hans Andersen         | 107  | 9      | 13              | 20      | 12    | 13              | 8      | 12          | 5     | 3      | 3        | 9      |
| 6   | (2) Greg Hancock          | 106  | 19     | 15              | 9       | 7     | 17              | 6      | 5           | 3     | 5      | 4        | 16     |
| 7   | (14) Rune Holta           | 91   | 2      | 6               | 9       | 5     | 5               | 16     | 5           | 7     | 10     | 17       | 10     |
| 8   | (11) Scott Nicholls       | 91   | 4      | 6               | 4       | 7     | 9               | 12     | 8           | 13    | 4      | 16       | 8      |
| 9   | (15) Chris Harris         | 91   | 7      | 15              | 9       | 5     | 20              | 5      | 6           | 7     | 5      | 8        | 4      |
| 10  | (4) Andreas Jonsson       | 90   | 7      | 5               | 5       | 16    | 5               | 7      | -           | 8     | 11     | 6        | 20     |
| 11  | (13) Wiesław Jaguś        | 81   | 14     | 6               | 6       | 3     | 0               | 9      | 12          | 11    | 5      | 9        | 6      |
| 12  | (12) Bjarne Pedersen      | 77   | 5      | 8               | 3       | 5     | 7               | 6      | 7           | 8     | 8      | 9        | 11     |
| 13  | (9) Jarosław Hampel       | 67   | 8      | 6               | 5       | 7     | 8               | 16     | -           | -     | 11     | 6        | -      |
| 14  | (7) Matej Žagar           | 54   | 5      | 7               | 7       | 1     | 5               | 8      | 3           | 2     | 4      | 6        | 6      |
| 15  | (10) Antonio Lindbäck     | 31   | 3      | 0               | 3       | 9     | 7               | 0      | 3           | 0     | 5      | 1        | -      |
| 16  | (16) Fredrik Lindgren     | 21   | –      | -               | 14      | -     | -               | -      | 7           | -     | -      | -        | -      |
| 17  | (16) Krzysztof Kasprzak   | 17   | –      | -               | -       | -     | -               | -      | -           | -     | 17     | -        | -      |
| 18  | (19) Peter Karlsson       | 13   | –      | -               | -       | -     | -               | -      | 5           | -     | -      | -        | 8      |
| 19  | (16) Kenneth Bjerre       | 10   | –      | -               | -       | 10    | -               | -      | -           | -     | -      | -        | -      |
| 20  | (16) Grigorij Łaguta      | 8    | –      | -               | -       | -     | -               | -      | -           | 8     | -      | -        | -      |
| 21  | (16) Sebastian Ułamek     | 6    | –      | 6               | -       | -     | -               | -      | -           | -     | -      | -        | -      |
| 22  | (16) Jurica Pavlič        | 5    | –      | -               | -       | -     | -               | -      | -           | -     | -      | 5        | -      |
| 23  | (17) Jonas Davidsson      | 5    | –      | -               | 5       | -     | -               | -      | ns          | -     | -      | -        | -      |
| 24  | (20) Kai Laukkanen        | 5    | –      | -               | -       | -     | -               | -      | 2           | 3     | -      | -        | 0      |
| 25  | (16) David Howe           | 4    | –      | -               | -       | -     | 4               | -      | -           | -     | -      | -        | -      |
| 26  | (16) Luboš Tomíček        | 4    | –      | -               | -       | -     | -               | 4      | -           | -     | -      | -        | -      |
| 27  | (16) Christian Hefenbrock | 4    | –      | -               | -       | -     | -               | -      | -           | -     | -      | -        | 4      |
| 28  | (17) Josef Franc          | 3    | –      | -               | -       | -     | -               | 3      | -           | -     | -      | -        | -      |
| 29  | (16) Mattia Carpanese     | 2    | 2      | -               | -       | -     | -               | -      | -           | -     | -      | -        | -      |
| 30  | (18) Morten Risager       | 2    | –      | -               | -       | 2     | -               | -      | -           | -     | -      | -        | -      |
| 31  | (18) Maksims Bogdanovs    | 2    | –      | -               | -       | -     | -               | -      | -           | 2     | -      | -        | -      |
| 32  | (17) Tomasz Gapiński      | 1    | –      | 1               | -       | -     | -               | -      | -           | -     | -      | -        | -      |
| 33  | (17) Ķasts Puodžuks       | 1    | –      | -               | -       | -     | -               | -      | -           | 1     | -      | -        | -      |
| 34  | (17) Daniele Tessari      | 0    | 0      | -               | -       | -     | -               | -      | -           | -     | -      | -        | -      |
| 35  | (17) Jesper B. Jensen     | 0    | –      | -               | -       | 0     | -               | -      | -           | -     | -      | -        | -      |
| 36  | (18) Christian Miotello   | 0    | 0      | -               | -       | -     | -               | -      | -           | -     | -      | -        | -      |
| 37  | (18) Eric Andersson       | 0    | –      | -               | 0       | -     | -               | -      | -           | -     | -      | -        | -      |
| 38  | (18) Matěj Kůs            | 0    | –      | -               | -       | -     | -               | 0      | -           | -     | -      | -        | -      |
|     | (17) Edward Kennett       | -    | –      | -               | -       | -     | ns              | -      | -           | -     | -      | -        | -      |
|     | (17) Krzysztof Buczkowski | -    | –      | -               | -       | -     | -               | -      | -           | -     | ns     | -        | -      |
|     | (17) Jernej Kolenko       | -    | –      | -               | -       | -     | -               | -      | -           | -     | -      | ns       | -      |
|     | (18) Tomasz Jędrzejak     | -    | –      | ns              | -       | -     | -               | -      | -           | -     | -      | -        | -      |
|     | (18) Daniel King          | -    | –      | -               | -       | -     | ns              | -      | -           | -     | -      | -        | -      |
|     | (18) Sebastian Aldén      | -    | –      | -               | -       | -     | -               | -      | ns          | -     | -      | -        | -      |
|     | (18) Adrian Miedziński    | -    | –      | -               | -       | -     | -               | -      | -           | -     | ns     | -        | -      |
|     | (18) Izak Šantej          | -    | –      | -               | -       | -     | -               | -      | -           | -     | -      | ns       | -      |
|     | (17) Martin Smolinski     | -    | –      | -               | -       | -     | -               | -      | -           | -     | -      | -        | ns     |
|     | (18) Tobias Kroner        | -    | –      | -               | -       | -     | -               | -      | -           | -     | -      | -        | ns     |
| Lp. | Zawodnik                  | Suma | Włochy | Unia Europejska | Szwecja | Dania | Wielka Brytania | Czechy | Skandynawia | Łotwa | Polska | Słowenia | Niemcy |